# Stanley Price Weir
Stanley Price Weir, né le 23 avril 1866 à Norwood et mort le 14 novembre 1944 à St Peters, est un fonctionnaire et officier de l'armée de terre australienne. Pendant la Première Guerre mondiale, il commande le 10e bataillon de la Force impériale australienne (AIF) lors du débarquement à Anzac Cove et de la campagne de Gallipoli qui suit, ainsi que lors des batailles de Pozières et de la ferme du Mouquet en France.
Il retourne en Australie à sa propre demande à la fin de l'année 1916, à l'âge de 50 ans, et en 1917, il reçoit l'Ordre du service distingué et obtient une citation militaire britannique pour son action à Pozières et à la ferme du Mouquet. Il devient ensuite le premier commissaire du service public d'Australie-Méridionale. Il reçoit une promotion honorifique au grade de général de brigade lors de sa retraite des forces militaires australiennes en 1921. Il prend sa retraite en tant que commissaire du service public en 1931. À la retraite, il contribue à diverses organisations de bienfaisance et de charité et meurt en 1944. 

## Biographie

### Jeunesse
Stanley Price Weir né à Norwood, en Australie-Méridionale, le 23 avril 1866,, est le fils d'Alfred Weir et de Susannah Mary (née Price). Son père, charpentier, et a émigré en Australie-Méridionale depuis Aberdeen, en Écosse, en 1839, deux ans après la fondation de la colonie. Stanley Price Weir fréquente la Moore's School, la Norwood Public School et la Pulteney Street School. En 1879, à l'âge de 13 ans, il entre au service de l'arpenteur général en tant qu'assistant de bureau. Il assiste le géomètre qui délimite le terrain à l'arrière de la Government House, à Adélaïde, pour le Torrens Parade Ground, et est ensuite promu greffier. Le 14 mai 1890, il épouse Rosa Wadham à la chapelle chrétienne de Norwood. Il gravit les échelons du service et est nommé, magasinier d'arpentage, gardien des plans et gardien des voitures de l'État, le 1er juillet 1911. Il est nommé juge de paix le 10 septembre 1914.

### Début de carrière militaire
Stanley Price Weir s'engage dans les forces militaires volontaires d'Australie du Sud à temps partiel en mars 1885, rejoignant le 1er bataillon, Adelaide Rifles, en tant que simple soldat. En 1890, il est promu colour sergeant (en). Il est commissionné en tant que lieutenant dans le 3e bataillon, Adelaide Rifles, le 19 mars 1890, et est promu capitaine le 25 mai 1893. Lorsque la guerre d'Afrique du Sud éclate, il se porte volontaire pour servir dans le South Australian Bushmen's Corps, mais les officiers montés sont préférés et il n'est pas sélectionné.
Le 1er juillet 1903, les Adelaide Rifles deviennent le 10e régiment d'infanterie des forces militaires du Commonwealth, et Stanley Price Weir est nommé adjudant. Il est promu major le 1er janvier 1904 et nommé commandant en second du régiment. Il reçoit la médaille d'ancienneté et de bonne conduite en 1905 et la décoration des officiers volontaires en 1908. Le 22 juin 1908, il est promu lieutenant-colonel et nommé commandant du 10e régiment d'infanterie. Le 1er janvier 1912, il est transféré sur la liste des non-inscrits, mais cela ne dure que jusqu'au 1er juillet, date à laquelle le programme de formation universelle est mis en place. Il est rapidement nommé au commandement de la 19e brigade d'infanterie et, le 9 septembre 1913, il est promu colonel.

### Première Guerre mondiale
Le 12 août 1914, après le début de la Première Guerre mondiale, Stanley Price Weir reçoit un télégramme du colonel Ewen Sinclair-MacLagan (en), le commandant désigné de la 3e brigade, lui proposant le commandement du 10e bataillon. Il accepte rapidement et, le 17 août, est nommé lieutenant-colonel dans la force impériale australienne (AIF), ce qui fait de lui le premier Sud-Australien à être commissionné dans l'AIF. Il conservé son grade de colonel dans les forces à temps partiel à titre honorifique.

#### Gallipoli
Stanley Price Weir rassemble et entraîne son bataillon à l'hippodrome de Morphettville, puis embarque avec eux sur le transport Ascanius le 20 octobre 1914, alors que le premier convoi de troupes australiennes part pour le service outre-mer. À l'arrivée à Fremantle, six compagnies du 11e bataillon sont embarquées sur le transport, et Weir est nommé officier commandant des troupes pour le voyage. Les troupes commencent à débarquer à Alexandrie le 6 décembre 1914 et sont entraînées vers Le Caire, où elles commencent à établir leur camp à Mena. L'historien de guerre officiel australien, Charles Bean, décrit Stanley Price Weir comme étant « un peu plus âgé que la moyenne » pour un commandant de bataillon. À la suite de la décision des Alliés de débarquer une force sur la péninsule de Gallipoli, la 3e brigade est choisie comme force de couverture pour le débarquement de la baie ANZAC. Le 10e bataillon s'embarque pour l'île grecque de Lemnos, dans le nord de la mer Égée, le 1er mars 1915 et après un entraînement supplémentaire à Lemnos, le bataillon est l'un des deux premiers bataillons à débarquer dans la matinée du 25 avril 1915.
Pendant le débarquement, alors que les bateaux transportant les éléments de tête du bataillon se trouvent à environ 40 yards (37 m) du rivage, selon Charles Bean, Stanley Price Weir fait remarquer à un autre officier dans son bateau que tout est silencieux, mais peu après, les troupes ottomanes commencent à tirer sur la force de débarquement. Stanley Price Weir débarque avec le peloton d'éclaireurs et exhorte ses hommes et ceux du 9e bataillon à commencer immédiatement à escalader les falaises qui surplombent la plage. Lui, ainsi que les compagnies « B » et « C » du bataillon, atteignent ce que l'on appellera plus tard le « plateau de Plugge ». De violents combats suivent le débarquement initial et, en l'espace de cinq jours, la moitié des effectifs du bataillon de Stanley Price Weir sont tués ou blessés. L'avancée australienne et néo-zélandaise vers l'intérieur des terres à partir de la baie ANZAC est ensuite bloquée par les forces ottomanes en défense et est finalement contenue dans une petite tête de pont à l'intérieur d'une série de crêtes qui s'étendent autour de la baie. Stanley Price Weir est le seul commandant de la 3e brigade à aller au-delà de la première crête, et une crête partant du plateau 400 est par la suite connue sous le nom de « Weir Ridge ».
Alors que l'impasse s'installe, Stanley Price Weir continue de commander son bataillon pendant les premières phases de la campagne jusqu'au 25 août, date à laquelle il est nommé général de brigade par intérim et placé à la tête de la 3e brigade. Le 11 septembre, il tombe malade et est évacué vers Malte, où il est admis à l'hôpital. Il est ensuite évacué vers le Royaume-Uni, où il est en convalescence jusqu'en janvier 1916, date à laquelle il est nommé commandant du camp de renfort australien de Weymouth, dans le Dorset.

#### Front de l'Ouest
La santé de Stanley Price Weir n'est pas complètement rétablie au moment où il embarque pour l'Égypte, et il rejoint son bataillon le 4 mars 1916. Après son départ, le 10e combat pendant le reste de la campagne avant d'être retiré avec le reste de la force alliée en décembre 1915. Le bataillon est ensuite renvoyé en Égypte. Au milieu de l'année 1916, le gros de l'AIF est transféré sur le Front de l'Ouest, et Stanley Price Weir dirige le 10e bataillon en juillet et août 1916 pendant les batailles de Pozières et de la ferme du Mouquet. À Pozières, le bataillon subit 350 pertes en quatre jours. Au moment de la bataille, il est le seul commandant de bataillon original restant dans la 1re division d'infanterie, et a atteint l'âge de 50 ans. Le 23 août, immédiatement après la ferme du Mouquet, Stanley Price Weir est à nouveau nommé commandant intérimaire de la 3e brigade. Épuisé, il demande le 7 septembre 1916 à être relevé, ce qui lui est accordé. Il rentre en Australie le 23 septembre 1916, et sa nomination à l'AIF prend fin le 14 décembre. Dans l'histoire officielle australienne de la guerre, Bean observe que, malgré son âge, Stanley Price Weir « a emmené son bataillon en première ligne, l'a commandé tout au long de sa première bataille et est resté plus longtemps sur le terrain que presque tous les officiers supérieurs de la milice qui étaient partis avec la force d'origine ».

### Carrière militaire après la guerre
Après la fin de son engagement dans l'AIF, Stanley Price Weir reprend du service dans les Forces militaires citoyennes (CMF). En 1917, il reçoit l'Ordre du service distingué et l'Ordre de Sainte-Anne, 2e classe, avec épées de l'Empire russe, et obtient la citation militaire pour son action à Pozières et à la ferme du Mouquet,. De 1917 à 1920, il est aide de camp du gouverneur général d'Australie, Sir Ronald Craufurd Munro Ferguson. Stanley Price Weir prend sa retraite de la CMF en tant que général de brigade honoraire en mars 1921, son dernier poste étant celui de commandant de la 20e brigade d'infanterie. Il n'est que le deuxième officier né en Australie-Méridionale à atteindre le grade de général de brigade. Le 31 mars 1921, Stanley Price Weir est nommé colonel honoraire du 10e bataillon, poste qu'il occupe pendant de nombreuses années.

### Fin de vie et mort
Stanley Price Weir bénéficie de deux avantages significatifs dans son retour à une carrière civile. Premièrement, il est rapatrié bien avant la plupart des militaires et deuxièmement, l'Australie-Méridionale a mis en place une politique de préférence pour les militaires de retour au pays pour les emplois gouvernementaux. Ces circonstances lui permettent d'être nommé premier commissaire du service public d'Australie-Méridionale en 1916. Il n'est pas fait pour ce rôle, incapable de naviguer entre les agendas personnels et politiques concurrents des hauts fonctionnaires et des hommes politiques, et il est rapidement mis à l'écart. En 1925, des modifications législatives permettent au gouvernement de remplacer Stanley Price Weir, ce qui est fait en 1930. Au cours de l'année et demie qui précède sa retraite en 1931, il préside à la fois le Central Board of Health et le Public Relief Board, où il excelle.
Le 8 juin 1923, après de nombreuses années de mauvaise santé, Rosa, son épouse meurt. Il épouse Lydia Maria Schrapel en 1926. Il mène une retraite active, contribuant à plusieurs organisations et activités religieuses, caritatives et sociales. Il s'agit notamment des églises du Christ de Norwood et de Maylands, de la Benevolent and Stranger's Friend Society, de l'Our Boys Institute (OBI), de la loge maçonnique, de la Cheer-Up Society et de la YMCA. À plusieurs reprises, il est président du Commonwealth Club, de l'Union des Églises du Christ, de la sous-branche de St. Peters de la Returned and Services League of Australia, et de la Cheer Up Society.
Stanley Price Weir rédige la préface de l'histoire du 10e bataillon, intitulée The Fighting 10th : A South Australian Centenary Souvenir of the 10th Battalion, AIF 1914-1919, écrit par un ancien membre du bataillon, Cecil Lock, et publié en 1936. En 1943, il est gravement blessé dans un accident de voiture alors qu'il revient d'un camp OBI à Victor Harbor. On pense que ses blessures lors de l'accident contribuent à sa mort. Il meurt le 14 novembre 1944 à son domicile de Second avenue à St. Peters. Il laisse dans le deuil sa femme Lydia, son fils Lionel et sa fille Beryl, nés de son premier mariage. Son frère, Harrison Weir, est l'imprimeur du gouvernement de l'État. Stanley Price Weir est inhumé au cimetière de West Terrace.

## Récompenses

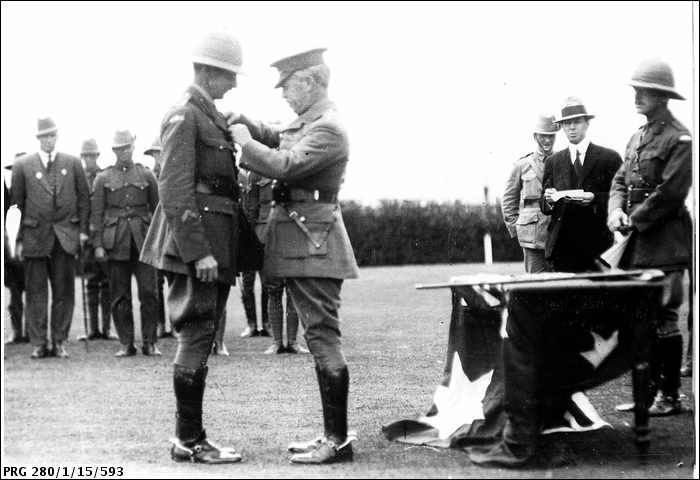
Stanley Price Weir (au premier plan à gauche) reçoit l'Ordre du service distingué des mains du gouverneur d'Australie-Méridionale, le lieutenant-colonel Sir Henry Lionel Galway, à la caserne de Keswick le 15 janvier 1919.

Stanley Price Weir a reçu les distinctions et prix suivants :
- Médaille d'ancienneté et de bonne conduite en 1905[5]
- Décoration des officiers volontaires le 11 avril 1908[5]
- Ordre du Service distingué le 1er janvier 1917[19]
- Citation militaire britannique le 4 janvier 1917[19]
- Ordre de Sainte-Anne, 2e classe, avec épées (Empire russe) le 15 février 1917[19]
- Médaille du jubilé d'argent du roi George V[5] le 6 mai 1935[5]

## Promotions
La carrière militaire de Stanley Price Weir commence en mars 1885, lorsqu'il s'engage comme simple soldat. Il atteint rapidement le grade de sergent-chef avant d'être commissionné en 1890. En 36 ans de carrière, il est passé du grade de simple soldat à celui de général de brigade. Ses dates de promotion en tant qu'officier sont les suivantes :
- Lieutenant le 19 mars 1890
- Capitaine le 25 mai 1893
- Major le 1er janvier 1904
- Lieutenant-colonel le 22 juin 1908
- Colonel le 9 septembre 1913
- Lieutenant-colonel (AIF) le 17 août 1914
- Général de brigade (honoraire) le 17 mars 1921